# Trichophthalmus
Trichophthalmus là một chi bọ cánh cứng trong họ Belidae.